# Le Port-Marly
Le Port-Marly is een gemeente in Frankrijk. Le Port-Marly ligt in de agglomeratie van Parijs, op 15 km ten westen van het centrum. Het ligt aan de linker oever van de Seine. 

## Kaart
De onderstaande kaart toont de ligging van Le Port-Marly met de belangrijkste infrastructuur en aangrenzende gemeenten.

## Demografie
Onderstaande figuur toont het verloop van het inwonertal, bron: INSEE-tellingen. 